# La Revue indochinoise
La Revue indochinoise est une revue littéraire de la fin du XIXe siècle et au début du XXe siècle créée en 1893, éditée à Hanoï par l'imprimeur éditeur François-Henri Schneider, puis par l'Imprimerie d'Extrême-Orient qui en a pris la suite en 1918, et dont le directeur a été jusqu'en 1897 Jules Boissière, puis de 1897 à 1907 Alfred Raquez, et de 1907 à 1925 Charles Maybon.